# N'dalatando

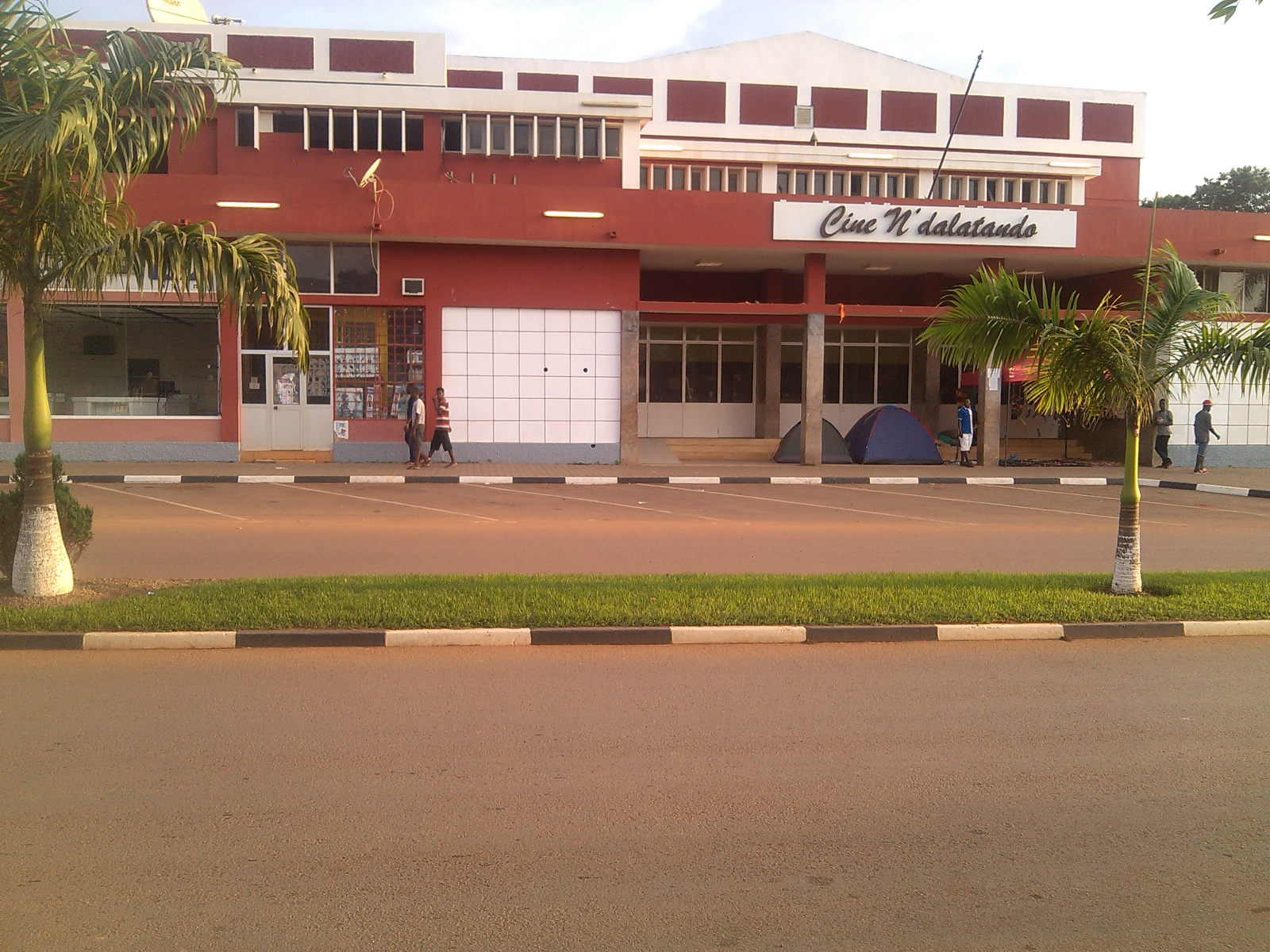
Gerestaureerde bioscoop in N'dalatando (2016)

N'dalatando is een stad in Angola en is de hoofdplaats van de provincie Cuanza Norte. N'dalatando telt naar schatting 45.000 inwoners. Het is de bestuurszetel van de stedenkring (Município) Cazengo.

## Geschiedenis
N'dalatando ontstond in de jaren 1840. In 1936 kreeg het van de Portugese autoriteiten de naam Salazar, ter ere van dictator Salazar. Later werd dit aangepast naar Vila Salazar. Op 28 mei 1956 kreeg het de stadsstatus (cidade). Na de onafhankelijkheid in 1975 kreeg het de oude naam N'dalatando terug.

## Omgeving
Aan de noordkant wordt de stad begrensd door de rivier Luinha, aan de andere zijden door de rivier Lucala.
Het heeft een spoorwegstation aan de noordelijke lijn van Malanje in het oosten naar Luanda in het westen. De nationale weg EN-230 verbindt N'dalatando eveneens met Luanda en Malanje.
Bij de stad bevindt zich de Kilombo-botanische tuin. Deze is aangelegd als onderdeel van een Portugees agrarisch onderzoeksinstituut. Er zijn soorten bamboe, rubberbomen, podocarpaceae (een familie uit de orde coniferen) en fruitbomen te vinden. Ook is er een kwekerij etlingera's voor plaatselijke verkoop.

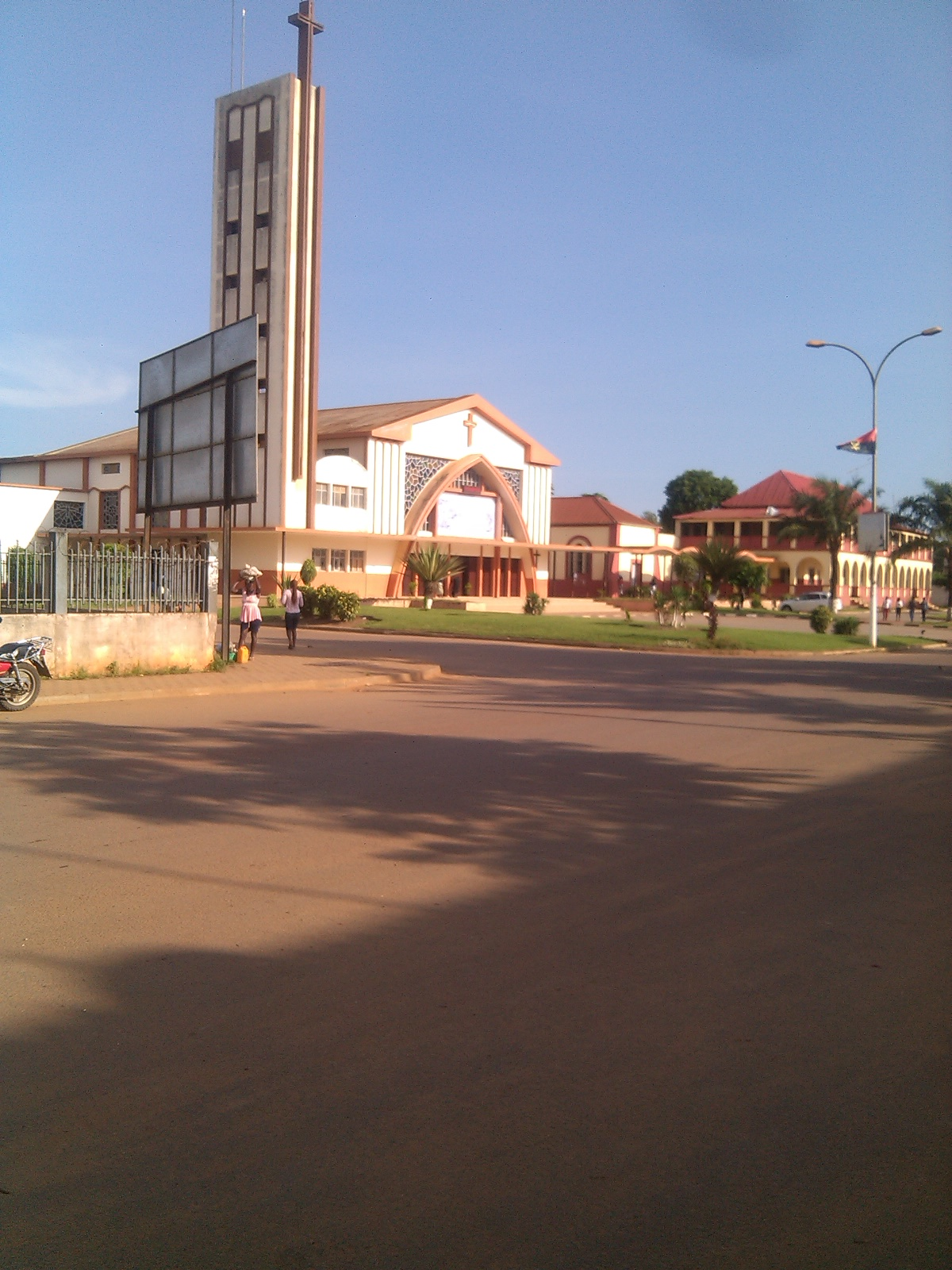
Katholieke kerk São José Baptista (2016)